# Eduard Momotov
Eduard Momotov (Ust-Kamenogorsk, RSS de Kazajistán; 22 de enero de 1970) es un exfutbolista y entrenador de fútbol de Uzbekistán nacido en Kazajistán que jugaba la posiciones de defensa y centrocampista. Actualmente es el entrenador del FC Novokuznetsk de Rusia.

## Carrera

### Club
| Periodo   | Club                              | Apariciones | Goles |
| --------- | --------------------------------- | ----------- | ----- |
| 1989      | FC Vostok                         | 32          | 2     |
| 1990      | FC Khimik Dzhambul                | 39          | 2     |
| 1991      | FC Vostok                         | 16          | 0     |
| 1991      | FC Khimik Dzhambul                | 13          | 1     |
| 1992–1995 | FK Neftchi Farg'ona               | 87          | 13    |
| 1996–1997 | Navbahor Namangan                 | 56          | 10    |
| 1998–1999 | FC Chernomorets Novorossiysk      | 34          | 0     |
| 2001–2005 | FC Metallurg-Kuzbass Novokuznetsk | 113         | 1     |

### Selección nacional
Jugó para Uzbekistán en 15 ocasiones de 1996 a 1998 sin anotar goles y participó en la Copa Asiática 1996 y en los Juegos Asiáticos de 1998.

### Entrenador
| Periodo   | Club                     |
| --------- | ------------------------ |
| 2010–2012 | FC KUZBASS Kemerovo      |
| 2014–2016 | FC Shakhtyor Prokopyevsk |
| 2017–     | FC Novokuznetsk          |

## Logros
- Liga de fútbol de Uzbekistán: 5

1992, 1993, 1994, 1995, 1996
- Copa de Uzbekistán: 1

1994